# 瑙吉韦尼姆
瑙吉韦尼姆，是匈牙利费耶尔州所辖的一个村。总面积43.68平方公里，总人口4121，人口密度94.3人/平方公里（2011年1月1日）。